# Pelle Dragsted
Pelle Dragsted, född 13 april 1975, är en dansk politiker, aktivist och författare. Han är tidigare ledamot av folketinget för Enhetslistan 2015-2019.
Under 2021 utkom Verbal förlag med hans bok ”Nordisk socialism” i svensk översättning. Vänsterpartiets före detta partiledare Jonas Sjöstedt skrev förordet till den svenska utgåvan. Dragsteds hållning i ekonomiska frågor, med demokratisk socialism och kritik mot kapitalismen fick uppmärksamhet i Danmark i samband med att Enhetslistan blev största parti i Köpenhamn i kommunvalet november 2021.
Dragsted argumenterar i sin bok för att de nordiska samhällen är föredömen för hur människor sluter sig samman och skapar värden för att tillsammans bli starkare och friare, att nordiska socialistiska erfarenheter visar vägen till en demokratisk ekonomi.
Dragsted menar att relationen mellan socialismen och kapitalismen inte ska ses som två skilda epoker, utan att det är två olika sätt att organisera ekonomin. Vänstern bidrog till att de till att stora delar av ekonomin står utanför kapitalismens räckvidd. Statliga företag, allmännyttiga bostadsföretag, kooperation och avgörande delar av välfärden styrs på annat vis. Dragsted menar att där kan andra mål än maximal avkastning för ägaren styra. Att demokratiska beslut styra ekonomiska beslut och det allmännas bästa sättas främst. Dragsted menar dock att den ekonomiska elitens utbredning av sin makt innebär att samhället står inför ett val mellan kapitalism och demokrati.
Dragsted har en bakgrund i den autonoma rörelsen. Han har beskrivit att han varit inspirerad av italienska tänkaren Antonio Negri.
Hösten 2021 deltog Dragsted på Vänsterpartiets kommundagar Vänsterdagarna och figurerade i svensk media. 